# 基亚波战役
37°26′22.92″S 73°35′9.50″W / 37.4397000°S 73.5859722°W
基亚波战役是阿劳卡尼亚战争的一部分，是加西亚·乌尔塔多·德·门多萨与马普切人战争领袖莱穆卡金或小考波利坎率领的马普切人所进行的军事活动中的最后一场战役。这场战役于1558年12月13日发生在智利阿劳科省基亚波一带。

## 图片

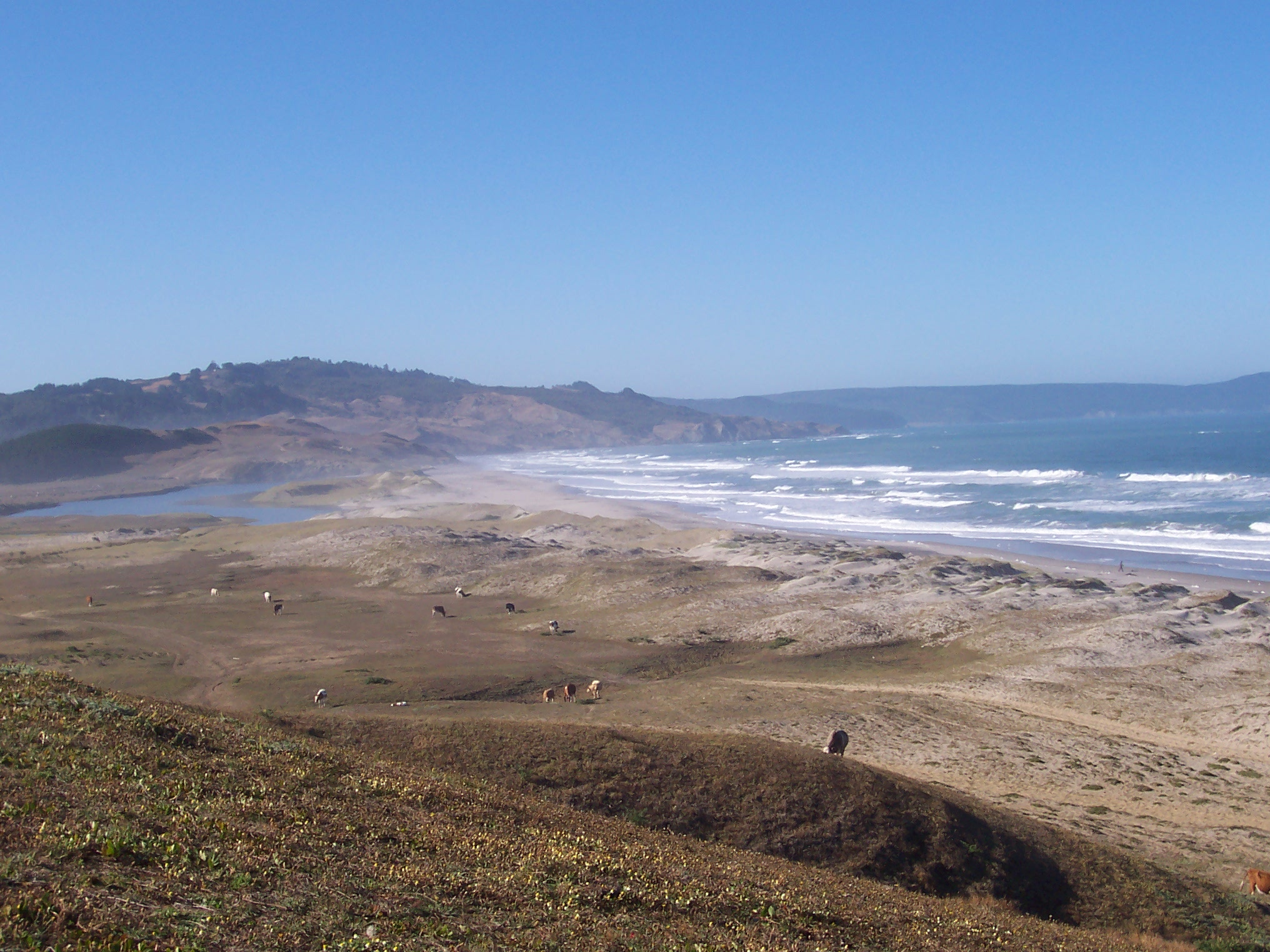
基亚波河羊湾。